# Niebla (Espagne)
Pour les articles homonymes, voir Niebla.
Niebla est une commune de la province de Huelva dans la communauté autonome d'Andalousie en Espagne.

## Histoire
Niebla peut être considérée comme la capitale historique-culturelle de cette région.
Son histoire remonte au début de l'âge du Fer, et on a trouvé dans ses alentours de nombreux vestiges néolithiques, nécropoles, dolmens.
L'emplacement actuel de la ville se situe sur l'un des établissements humains les plus anciens d'occident (VIIIe siècle avant notre ère).
Sa dénomination a varié :
- pour les Tartessiens : Ilipula,
- pour les Romains : Ilipla,
- pour les Wisigoths : Elepla,
- pour les Musulmans : Lebla.

Les Castillans, à la reconquête, l'ont appelée Niebla.
Pendant la domination tartésienne, on érige la première muraille, dont est conservée une partie à l'est de l'enceinte. Le commerce est très actif avec les Phéniciens, grâce aux ressources en minerais proches (argent et métaux divers), et aux voies des communications, dont le fleuve Tinto.
À l'époque romaine, la ville bénéficie de l'embouchure du fleuve Guadiana et de la Via Italica. À cette époque, on érige de nouvelles murailles, et on frappe des monnaies, droit acquis en raison de l'importance économique, politique et administrative de la ville. Parmi les vestiges : le pont restauré sur le Rio Tinto, et au nord-est de la ville, les restes d'un aqueduc assez imposant.
Durant la domination wisigothe, la ville jouit d'un grand prestige civil et militaire. Elle devient aussi un siège épiscopal important, avec une succession de cinq évêques.
En 713, Niebla tombe aux mains des musulmans. Elle devient royaume indépendant après la chute du califat. Elle est finalement soumise à la domination des Almoravides, du rebelle soufi Ahmad ibn Qasi puis des Almohades. Ces derniers la dotent d'une nouvelle muraille, sur près de 2 km, conservée aujourd'hui en totalité : c'est pour cette raison l'enceinte fortifiée la plus complète de ce style existante en Espagne. Elle entoure une étendue de 16 ha. Elle est défendue par une cinquantaine de tours, dont cinq gardent les portes d'entrée de la ville, toutes avec des coudes d'accès, à angle droit, ce qui rend plus difficile la tâche des assaillants.
Avant sa conquête par les Castillans, elle devient royaume indépendant, avec Ibn Mahfot, étendant son domaine à une grande partie de l'Algarve. Après un siège de neuf mois, au cours duquel on utilise, apparemment pour la première fois en Occident, de la poudre à canon. Elle est prise par Alphonse X le Sage, en 1262, lorsque les musulmans affamés se rendent.
La légende raconte que, pour tromper l'ennemi, les assiégés auraient libéré un gros bœuf en direction des assaillants, pour suggérer l'abondance de leurs provisions.
Alphonse X concéda à la ville un privilège local. Et en 1369, la ville devient comté au bénéfice de la maison de Medina Sidonia.
À partir du (XVIe siècle, l'importance de la ville commence à décliner : elle est vite reléguée au second plan.

## Administration
| Période                                  | Période | Identité | Étiquette | Qualité |
| ---------------------------------------- | ------- | -------- | --------- | ------- |
| N/A                                      | N/A     | N/A      | N/A       | Maire   |
| Les données manquantes sont à compléter. |         |          |           |         |